# 언덕길의 아폴론
언덕길의 아폴론(坂道のアポロン, Kids on the Slope)은 코다마 유키가 각본을 맡고 삽화를 그린 일본 만화 시리즈이다. 2007년부터 2012년까지 만화 잡지 월간 꽃에 연재되었으며 쇼가쿠칸에서 단행본 10권으로 출판되었다. 이 시리즈는 비행 동급생 가와부치 센타로와의 우정을 통해 재즈 음악을 발견하는 내성적인 고등학생 니시미 카오루가 등장한다.
이 시리즈는 2012년 TV 애니메이션 시리즈로, 2018년 미키 타카히로 감독의 실사 영화로 두 번 각색되었다. 애니메이션 각색은 와타나베 신이치로가 감독하고 칸노 요코가 음악을 맡아 와타나베와 세 번째 콜라보레이션이 되었다. 이 시리즈는 MAPPA와 데즈카 프로덕션에서 제작했으며 후지 TV의 노이타미나 프로그래밍 블록에서 방영되었다. 북미에서 이 시리즈는 센타이 필름웍스의 라이선스를 받았으며 스트리밍 서비스 크런치롤에서 방영되었으며, 이 서비스는 원래 방송 중에 시리즈를 동시 방송했다.
언덕길의 아폴론의 애니메이션 각색은 방향, 내러티브 및 음악에 찬사를 보내며 널리 찬사를 받았다. 비평가들은 시리즈 분석에서 언덕길의 아폴론의 일본 천주교 묘사, 남성 우정 및 잠재적 동성애의 주제, 와타나베의 광범위한 작품 캐논과의 관계를 탐구했다. 여러 매체에서 언덕길의 아폴론을 2010년대 최고의 애니메이션으로 선정했다.